# گرسنگی (ترانه فلورنس اند د مشین)
«گرسنگی» (انگلیسی: Hunger) ترانه‌ای است از گروه موسیقی ایندی راک بریتانیایی فلورنس اند د مشین برای چهارمین آلبوم استودیویی‌شان های از هوپ (۲۰۱۸). سرایش ترانه توسط فلورنس ولچ، امیلی هینی، توماس بارتلت و توبیاس جسو جونیور و تهیه توسط ولچ و هینی انجام شد. این ترانه در ۳ مه ۲۰۱۸ به‌عنوان دومین تک‌آهنگ از آلبوم منتشر شد. این تران در ۱۸ ژوئن ۲۰۱۸ برای تأثیر به رادیوهای معاصر بزرگسالان ایالات متحده ارسال شد. همچنین این ترانه در ژوئن ۲۰۱۸ به پنجمین تک‌آهنگ رتبه یک گروه در جدول ترانه‌های آلترنیتیو بزرگسالان در بیلبورد ایالات متحده تبدیل شد.

## زمینه
این ترانه به مبارزات در نوجوانی خواننده‌اش، فلورنس ولچ با یک اختلال در خوردن می‌پردازد. رایان رید از رولینگ استون برای «گرسنگی» نوشت: ولچ در طول ترانه در رابطه‌ای بین زیبایی، عاشقانه و مرگ و میر تفکر می‌کند.

## ریمیکس‌شده
1. «گرسنگی» (ریمیکس کلاپتون)

## جدول‌ها

### جدول‌های هفتگی
| جدول (۲۰۱۸)                                         | اوج موقعیت |
| --------------------------------------------------- | ---------- |
| استرالیا (ای‌آرآی‌ای)                                 | ۹۲         |
| بلژیک (اولتراتیپ فلاندرز)                           | ۴۲         |
| بلژیک (اولتراتیپ والونی)                            | ۲۰         |
| فرانسه (اس‌ان‌ئی‌پی)                                   | ۱۲۷        |
| ایسلند (RÚV)                                        | ۲          |
| ایرلند (آی‌آرام‌ای)                                   | ۴۳         |
| اسکاتلند (اوسی‌سی)                                   | ۲۳         |
| هیت‌سیکر نیوزیلند (آرام‌ان‌زد)                         | ۶          |
| تک‌آهنگ‌های بریتانیا (جدول‌های رسمی)                   | ۴۱         |
| ۱۷                                                  |            |
| ۴۰ تک‌آهنگ برتر بزرگسالان ایالات متحده (بیلبورد)     | ۳۳         |
| ترانه‌های آلترنیتیو بزرگسالان ایالات متحده (بیلبورد) | ۱          |
| ایالات متحده ترانه‌های داغ راک (بیلبورد)             | ۹          |

### جدول‌های پایان سال
| جدول (۲۰۱۸)                             | موقعیت |
| --------------------------------------- | ------ |
| ترانه‌های داغ راک ایالات متحده (بیلبورد) | ۲۸     |

## گواهی‌های دریافت‌شده
| منطقه | گواهی | واحد گواهی‌شده/فروش |
| --- | ----- | ------------------ |
| کانادا (میوزیک کانادا)                                                                                         | طلا   | ۴۰٬۰۰۰             |
| بریتانیا (بی‌پی‌آی)                                                                                              | نقره  | ۲۰۰٬۰۰۰            |
| * رقم فروش تنها بر پایهٔ گواهی‌ها. · ^ رقم توزیع تنها بر پایهٔ گواهی‌ها. · رقم فروش+پخش جاری تنها بر پایهٔ گواهی‌ها. |       |                    |